# Souvenir (poème de Lamartine)

Souvenir est un poème de Lamartine, inclus dans les Méditations poétiques.
Dans la première édition du recueil édité en 1820, Souvenir est la huitième Méditation, dans l'édition de 1823, la neuvième.

## Caractéristiques
Le poème se compose de 18 quatrains octosyllabes à rimes embrassées.
Ses premiers vers sont :

« En vain le jour succède au jour
Ils glissent sans laisser de trace. »

Comme la plupart des Méditations, ce poème s'adresse à sa maîtresse Julie Charles, qui n'est pas nommée ici.
À travers une expression poétique lyrique, éprise de nature et empreinte de mélancolie, Lamartine tente de réanimer la jeune défunte dans ses rêves et rêveries dans une tentative vaine de vie commune ici-bas et de participation à la vie de l'être aimé dans l'au-delà.